# Papiro di Ossirinco 20
Il papiro di Ossirinco 20 (P. Oxy. I 20) è costituito da dodici frammenti, il più grande dei quali misura 145 per 80 mm., di un rotulus di papiro contenente il secondo libro dell'Iliade (Β, 730-828) in greco. 

## Scoperta e pubblicazione
Fu rinvenuto nel 1897 a Ossirinco da Grenfell e Hunt che pubblicarono il testo nel 1898. È custodito presso la British Library, nel Department of Manuscripts.

## Contenuto
Il testo, che è scritto in un ampio ed eretto onciale calligrafico, risale probabilmente al II secolo. Non ci sono pause, spiriti, o accenti. Inoltre, sul retro sono annotati in corsivo alcuni conteggi, databili alla fine del II o all'inizio del III secolo.